# Aylín Mujica
Aylín Mujica Ricard, conocida como Aylín Mujica (La Habana, Cuba, 24 de noviembre de 1974) es una actriz cubana.

## Carrera
Comienza a la edad de 8 años. Estudió danza folclórica, ballet clásico, coreografía y música en la Escuela Nacional de Ballet, a la edad de 18 años ingresó al Instituto Superior de Artes donde estudió arte dramático y a los 18 años estudió en la Escuela Internacional de Cine en La Habana, Cuba.
En 1992, ella viajó a México para comenzar su carrera ahí comenzó a trabajar como modelo en comerciales para la televisión y videoclips de artistas como Marcelo Cezán, Willy Chirino y Albita Rodríguez entre otros. La actriz ha posado desnuda en la revista española Interviú y apareció en un photoshoot en la revista H para Hombres. En el 2010, aparecen fotos donde vuelve a salir desnuda y se dice que para el tiempo de esas fotos la actriz ya se encontraba embarazada de Violeta.
En 2006, Aylín comenzó a trabajar para Telemundo y participó en las telenovelas como Marina (2006), Niños ricos, pobres padres (2009), y Aurora (2010).
En el 2012, ella obtiene su papel como Fernanda del Castillo, la villana de la telenovela Corazón valiente, compartiendo créditos junto a Adriana Fonseca.
En 2014, su más reciente participación fue en Los miserables, protagonizada por Aracely Arámbula y Erik Hayser.
En 2018, aparece en Univision por primera vez en la telenovela La bella y las bestias, protagonizada por Esmeralda Pimentel y Osvaldo Benavides.

## Filmografía

### Televisión
| Año       | Título                     | Personaje                                         |
| --------- | -------------------------- | ------------------------------------------------- |
| 1995      | La dueña                   | Fabiola Hernández Bustamante                      |
| 1996      | Canción de amor            | Estrella González                                 |
| 1998      | Señora                     | Isabel Fernández/ Isabel Valencia Santacruz       |
| 1999      | Yacaranday                 | Yacaranday/ Mónica Robles                         |
| 1999-2000 | Háblame de amor            | Lucía Velázquez                                   |
| 2001-2002 | Agua y aceite              | Déborah Ríos                                      |
| 2004-2005 | La heredera                | Lorena Beatriz Madero Grimaldi                    |
| 2006-2007 | Marina                     | Verónica Saldívar Castaño/ Laura Saldívar Castaño |
| 2008-2009 | Sin senos no hay paraíso   | Lorena Magallanes                                 |
| 2009-2010 | Niños ricos, pobres padres | Verónica Ríos de La Torre                         |
| 2010-2011 | Aurora                     | Vanessa Miller Quintana                           |
| 2012-2013 | Corazón valiente           | Fernanda del Castillo                             |
| 2014-2015 | Los miserables             | Liliana Durán Monteagudo "La diabla"              |
| 2016      | Un día cualquiera          | Amparo Montes                                     |
| 2018      | La bella y las bestias     | María Estela González "La Madame"                 |
| 2020      | Como tú no hay dos         | Oriana Jasso Murillo                              |
| 2022      | Amores que engañan         | Diana, ep: derecho a ser feliz                    |
| 2023      | Juego de mentiras          | Rocío Jiménez                                     |
| 2025      | Velvet: el nuevo imperio   | Gloria Olivera de Márquez                         |

### Programas
- La Isla: desafió extremo (2024) - Participante[5]
- La mesa caliente (2023) - Conductora[6]
- La casa de los famosos (2023) - Ella misma[7]
- Secretos de villanas (2022-presente) - Ella misma[8] [9]
- Soy famoso, ¡sácame de aquí! (2022) - Ella misma[10]
- El colador (2021) - Conductora[11]
- Suelta La Sopa (2020-2021) - Conductora
- + Noche (2019) - Villana
- Buenos Días Familia (2018) - Ella misma
- El Hormiguero MX (2014) - Ella misma
- Confesiones de novela (2011) - Invitada
- Levántate (2010) - Conductora
- Billboard Latin Music Awards (2008-2013) - Conductora
- Al rojo vivo con María Celeste (2007) - Ella misma
- Bailando por un millón (2005) - Conductora[12]
- Lo que callamos las mujeres (2001) (1 episodio: "Del infierno al paraíso")
- Tempranito (1998-2006) - Conductora
- Mi generación: Amor de verano (1997) - Aracely

### Cine
- El jinete de acero (1994) - Gloria
- El castrado (1995) - Doctora
- Los cómplices del infierno (1995) - Sandra
- Mi amor secreto (2006)
- A propósito de Alexa (2007) - Elisa
- Desde dentro (2015) - Carmen Altamirano

### Teatro
- Hijas de su madre (2017) - Ignacia
- Celia, el musical (2016) - Celia Cruz[13]
- Obscuro total (2014)
- Manos quietas (2012)
- Drácula (1999)
- The Best Little Whorehouse in Texas
- La Cenicienta

## Premios y nominaciones

### Premios ACE
| Año  | Categoría                 | Telenovela | Resultado |
| ---- | ------------------------- | ---------- | --------- |
| 1996 | Revelación Latina del Año | La dueña   | Ganadora  |

### Premios Sol de Oro
| Año  | Categoría                 | Telenovela | Resultado |
| ---- | ------------------------- | ---------- | --------- |
| 1996 | Actriz Juvenil Revelación | La dueña   | Ganadora  |

### Premios ACE New York
| Año  | Categoría    | Telenovela | Resultado |
| ---- | ------------ | ---------- | --------- |
| 1999 | Mejor actriz | Señora     | Ganadora  |

### Premios Tu Mundo
| Año  | Categoría     | Telenovela       | Resultado |
| ---- | ------------- | ---------------- | --------- |
| 2012 | Mejor Villana | Aurora           | Nominada  |
| 2012 | Mejor Villana | Corazón valiente | Ganadora  |
| 2015 | Mejor Villana | Los miserables   | Nominada  |

### Premios People en Español
| Año  | Categoría     | Telenovela       | Resultado |
| ---- | ------------- | ---------------- | --------- |
| 2012 | Mejor Villana | Corazón valiente | Nominada  |

### Miami Life Awards
| Año  | Categoría                   | Telenovela       | Resultado |
| ---- | --------------------------- | ---------------- | --------- |
| 2013 | Mejor Villana de Telenovela | Corazón valiente | Nominada  |